# Georg Zipp
Georg Conrad Wilhelm Zipp (* 8. März 1866 in Leun; † 2. September 1929 in Idar) war ein deutscher Tierarzt und Politiker (DVP).
Zipp war nach dem Studium, das er mit der Promotion abschloss, als Tierarzt in Assenheim und später in Idar tätig. Er war verheiratet und kinderlos.
Nach der Novemberrevolution 1918 war er zwei Wahlperioden lang 1920 bis 1925 für den Landesteil Birkenfeld Mitglied im Landtag des Freistaates Oldenburg. Er war zunächst Mitglied im Besoldungsausschuss, ab dem 19. Oktober 1920 im Verwaltungsausschuss und ab November 1920 im Petitionsausschuss.